# Papillaria reginae
Papillaria reginae là một loài Rêu trong họ Meteoriaceae. Loài này được (Hampe) A. Jaeger mô tả khoa học đầu tiên năm 1877.